# Геральдичний місячник
геральдика, генеалогія, sfragistyka
Щомісячний журнал Геральдичного – щомісячний журнал, що видається в роки 1908-1915 у Львові та 1931-1939 у Варшаві. 

## Історія
Одним з найважливіших наукових фахових журналів, що виходили у Львові. Виник як один з двох поруч "Старовинні Heraldycznego", органів, прес-релізи Компанії Heraldycznego, яка існувала з 1906 до 1915 року. Головним редактором був Владислав Semkowicz (1908-1915). Редакція зосередила навколо себе коло найважливіших, то польських дослідників в галузі геральдики, генеалогії та sfragistyki. З'являлися в ньому, дисертації, наукові монографії znaczniejszych родів і родин польських. Існував також відділ звітів і відгуків. Через війну випуск журналу припинені. 20 січня 1930 року на засіданні Правління Варшавського Відділення Польського Суспільства Heraldycznego прийняли рішення про перезапуск журналу. Головним редактором був Оскар Halecki (1930-1939), посаду віце-головного редактора посів учень Haleckiego - Зигмунд Wdowiszewski. Журнал вказувало в 1939 році. 

## Зовнішні посилання
- Щомісячний журнал Геральдичного в Великопольської Цифровій Бібліотеці http://www.wbc.poznan.pl/publication/67791 [Архівовано 19 січня 2019 у Wayback Machine.]